# Mielkeana
Mielkeana is een geslacht van vlinders van de familie bladrollers (Tortricidae).

## Soorten
- M. angysocia Razowski & Becker, 1986
- M. gelasima Razowski & Becker, 1983